# Austinville (Queensland)
Austinville ist ein ländlicher Vorort der Gold Coast im australischen Bundesstaat Queensland. 2021 hatte der Ort 403 Einwohner.

## Geographie
Austinville erstreckt sich über eine Fläche von etwa 20 Quadratkilometer, Teile davon liegen im Springbrook-Nationalpark. Diese Siedlung grenzt im Westen an Springbrook, im Norden an Neranwood und Advancetown, im Osten an Bonogin und im Süden an das Tallebudgera Valley. Der höchste Punkt in dem Gebiet liegt ungefähr 500 Meter über Meer. Im Gebiet von Austinville sind mehr als zwei Drittel der Fläche Wald, in denen sich drei Waldschutzgebiete befinden.

## Geschichte
Die Siedlung wurde im Jahr 1934 durch die Regierung von Queensland gegründet, um die damals zahlreichen arbeitslosen Australier ländlich anzusiedeln und zu beschäftigen. In der Zeit der Großen Depression sollten sie, vor allem aus Brisbane kommend, Beschäftigung in Bananenplantagen finden. Das Land wurde gerodet und in Blöcke aufgeteilt, 50 Häuser und eine Schule gebaut. Die Häuser reihten sich in dem Tal entlang einer unbefestigten Straße an. Hinter den Häusern floss der Mudgeeraba Creek. Die Westseite der Siedlung wurde durch die Nimmel Range begrenzt. Die Siedlung blieb nicht lange erhalten, denn im Jahr 1939 war die schlechte wirtschaftliche Lage weitestgehend überwunden und die Familien verließen die Siedlung wieder. Heute erinnern in diesem Tal einige Milchbauern und Farmer, die Avocados anbauen, an die vergangenen Zeiten. Namensgebend war der Arbeitsminister W. Austin, der für diese staatliche Maßnahme verantwortlich zeichnete.
In Austinville gibt es heute keine Schule mehr. Sie liegt jetzt im angrenzenden Springbrook.